# Jäger (Schiff, 1861)
Die Jäger war das Typschiff der nach ihr benannten Klasse von insgesamt fünfzehn Dampfkanonenbooten II. Klasse der Königlich Preußischen Marine, der Marine des Norddeutschen Bundes sowie der Kaiserlichen Marine.

## Bau und Dienstzeit
Von den beiden an die Elbinger Werft Mitzlaff vergebenen Neubauten lief der erste ein halbes Jahr nach Auftragserteilung Ende Januar 1860 vom Stapel und erhielt den Namen Jäger. Auf Feierlichkeiten zu diesem Anlass wurde aus finanziellen Gründen verzichtet. Die erste Indienststellung des Schiffs erfolgte am 25. Juni 1861, um zunächst Probefahrten durchzuführen. Diese ergaben, dass die Jäger bereits bei geringem Seegang rollte, ein Gegenandampfen bei schwerer See nicht möglich und das Schiff allein unter Segeln bewegungsunfähig war. Auch wurden die Geschütze durch das Schlingern stark beeinträchtigt.
Noch während der Probefahrten beteiligte sich die Jäger, gemeinsam mit ihren Schwesterschiffen Fuchs, Salamander und Scorpion, dem Schoner Hela, den Kanonenbooten I. Klasse Camaeleon und Comet sowie der als Flaggschiff fungierenden Amazone, an einer Reise in die Nordsee, bei der unter anderem Hamburg und Bremen angelaufen wurden. Es sollten damit Bestrebungen zur Gründung einer gemeinsamen Kriegsflotte der deutschen Nord- und Ostseeanrainer gestärkt werden.
Nach Abschluss der Probefahrten wurde die Jäger am 12. Oktober 1861 außer Dienst gestellt und auf dem Dänholm, der den Stützpunkt der Kanonenboote beherbergte, aufgeslipt. Zur Durchlüftung wurden der Kupferbeschlag abgenommen und Planken aus der Außenhaut sowie die Schotts entfernt. Weiterhin wurden die Antriebsanlage, die Masten, die Geschütze und der Schornstein ausgebaut und an Land eingelagert sowie der Rumpf mit einem Schutzdach versehen.
Derart abgerüstet verweilte das Schiff, bis der Ausbruch des Deutsch-Dänischen Krieges eine erneute Indienststellung erforderte. Am 21. Februar 1864 war die Jäger einsatzklar und wurde der III. Flottillen-Division zugeteilt. Mit dieser geriet das Kanonenboot am 3. Juli nahe Hiddensee in ein Gefecht mit dänischen Schiffen. Nach Kriegsende wurde die Jäger am 23. September wieder außer Dienst gestellt und erneut eingemottet. Bei der sich anschließenden technischen Untersuchung wurden verkohlte Planken in der Nähe der Kesselfeuerung sowie Holzfäule am Rumpf festgestellt.
Der Deutsch-Französische Krieg brachte die nochmalige Aktivierung der Jäger. Am 24. Juli 1870 in Dienst gestellt, gehörte das Kanonenboot anfangs zu den Sicherungsstreitkräften der Elb-, später auf der Wesermündung. Während des Krieges kam es zu keiner Gefechtsberührung mit feindlichen Schiffen. Am 8. April 1871 wurde die Jäger schließlich wieder außer Dienst gestellt.

## Verbleib
Der Zustand der Jäger ließ eine ursprünglich vorgesehene Modernisierung nicht sinnvoll erscheinen, weshalb das Kanonenboot am 19. März 1872 aus der Liste der Kriegsschiffe gestrichen wurde. Es wurde zunächst als Zielscheibe, später als Kohlenhulk verwendet und Anfang der 1880er Jahre abgewrackt.

## Kommandanten
| 25. Juni bis 12. Oktober 1861   | Leutnant I. Klasse Paul Grapow                                |
| 21. Februar bis September 1864  | Leutnant II. Klasse / Leutnant zur See Johann-Heinrich Pirner |
| September 1864                  | Kapitänleutnant Eduard Arendt                                 |
| 24. Juli 1870 bis 8. April 1871 | Leutnant zur See Gustav Stempel                               |